# Radu IX Mihnea
Radu IX Mihnea (né vers 1585 mort le 13 janvier 1626), est prince de Valachie en 1601 et 1602, 1611 puis de 1611 à 1616 et de 1620 à 1623 et prince de Moldavie de 1616 à 1619 et de 1623 à 1626. La monarchie était élective dans ces deux principautés roumaines, comme en Transylvanie et en Pologne voisines : le prince (voïvode, hospodar ou domnitor selon les époques et les sources) était élu par (et souvent parmi) les boyards : pour être nommé, régner et se maintenir, il s'appuyait sur les partis de boyards et fréquemment sur les puissances voisines, habsbourgeoise, polonaise, russe et surtout ottomane, car jusqu'en 1859 les deux principautés étaient vassales de la « Sublime Porte » ottomane dont elles étaient tributaires.

## Origine
Fils illégitime de Mihnea II le Turcisé, il naît vers 1585. Nonobstant la conversion de son père à l'islam, il est élevé dans la foi chrétienne par sa mère et fait ses études à Venise puis au Monastère d'Iveron au Mont Athos. Il vient ensuite à Constantinople rejoindre son père.

## Règnes

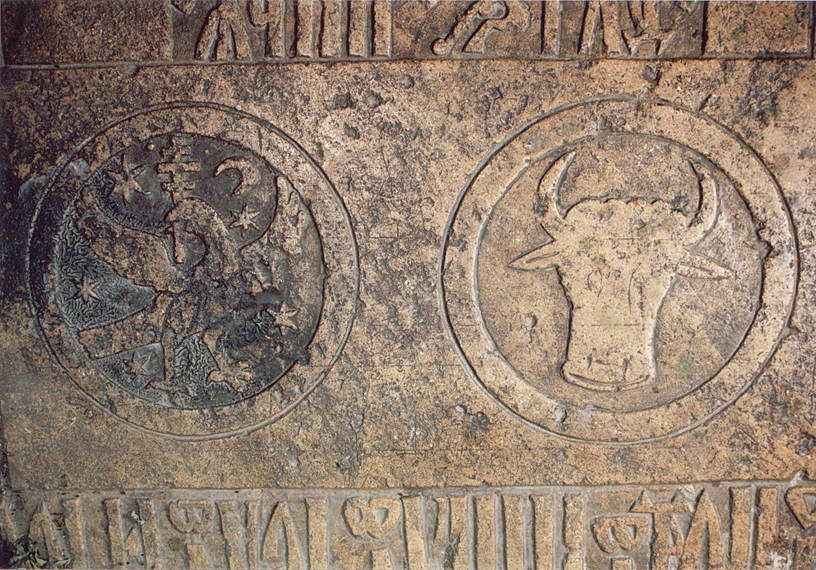
Pierre tombale de Radu Mihnea portant les armes de la Valachie et de la Moldavie, dans le Monastère de Radu Vodă

Radu IX Mihnea occupe quatre fois le trône de Valachie et deux fois celui de Moldavie. Il se comporte en vassal fiable de la « Sublime Porte » qui retrouve avec lui « en douceur » sa suprématie dans les deux principautés, perdue à l'époque de Michel le Brave:
Il règne du 23 août 1601 à mars 1602 en remplacement de Michel le Brave puis de mars à mai 1611 après l'occupation de la Valachie par les troupes transylvaines du prince Gabriel Ier Bathory ensuite de septembre à 1611 à août 1616 après la déposition de Radu X Șerban et enfin d'août 1620 à août 1623 après la déposition du prince Gabriel Ier Movilă. 
Pendant ce dernier règne  en 1621 après la Bataille de Hotin alors qu'il est allié de l'armée turque, il participe aux négociations de paix entre les Ottomans et les Polonais destinées à fixer les frontières entre les deux États, et par son action il s'attire les faveurs des deux camps.
Radu Mihnea sera également élu au trône de Moldavie de juillet 1616 à février 1619 et du 2 août 1623 à sa mort. Au début de ce dernier règne, les Turcs acceptent qu'il soit remplacé en Valachie par son jeune fils Alexandre Coconou ("le petit Monsieur") ce qui lui permet de se considérer dans ses actes comme « Prince de Valachie et Moldavie ». Néanmoins, durant cette période, l'élection du prince par le Conseil des boyards (Sfatul domnesc) compte de moins en moins face à l'agrément du candidat par le Sultan ottoman et son entourage, de sorte que les trônes des principautés roumaines se jouent de moins en moins à Bucarest et à Jassy, et de plus en plus à Constantinople. 
Rendu impotent par la goutte, Radu Mihnea meurt le 13 janvier 1626 et est inhumé dans le Monastère de Radu Vodă à Bucarest qui avait été fondé par son grand-père Alexandru II Mircea et qu'il avait contribué à restaurer. On y voit encore sa pierre tombale portant les armes des deux principautés.

## Postérité
Radu Mihnea avait épousé une Grecque, Argyra, veuve de Bartolo Meo Minetti, avec laquelle il a eu quatre enfants survivants:
- Alexandru V "le petit Monsieur", prince de Valachie et de Moldavie ;
- Mihnea III dit Radu et « Goian Bey », prince de Valachie ;
- Ecaterina, épouse de Moïse Movilă, prince de Moldavie ;
- Fille de nom inconnu, épouse de Miron Barnovschi-Movilă, prince de Moldavie.

## Sources
- Alexandru Dimitrie Xenopol Histoire des Roumains de la Dacie trajane : Depuis les origines jusqu'à l'union des principautés. E Leroux Paris (1896)
- Nicolas Iorga Histoire des Roumains et de la romanité orientale. (1920)
- (ro) Constantin C. Giurescu & Dinu C. Giurescu, Istoria Românilor Volume III (depuis 1606), Editura Ştiinţifică şi Enciclopedică, Bucureşti, 1977.
- Jean Nouzille La Moldavie, Histoire tragique d'une région européenne, Ed. Bieler,  (ISBN 2-9520012-1-9).
- Gilles Veinstein, Les Ottomans et la mort   (1996)   (ISBN 9004105050).
- Joëlle Dalegre Grecs et Ottomans 1453-1923. De la chute de Constantinople à la fin de l’Empire Ottoman, L’Harmattan Paris (2002)   (ISBN 2747521621).
- Notices d'autorité :   - VIAF
  - ISNI
  - GND
  - Tchéquie

## Note
1. ↑  Le candidat au trône devait ensuite "amortir" ses "investissements" par sa part sur les taxes et impôts, verser en outre le tribut aux Ottomans, et s'enrichir néanmoins. Pour cela, un règne d'au moins un an était nécessaire, mais la "concurrence" était rude, certains souverains ne parvenaient pas à se maintenir assez longtemps sur le trône, et devaient ré-essayer. Cela explique la brièveté de beaucoup de règnes, les règnes interrompus et repris, et parfois les règnes à plusieurs (co-princes). En fait, le gouvernement était assuré par le Mare Vornic (premier ministre), ses ministres (spatar-armée, vistiernic-finances, paharnic-économie, logofat-intérieur... approximativement) et par le Sfat domnesc (conseil des boyards).
Concernant le tribut aux Turcs, la vassalité des principautés roumaines envers l'Empire ottoman ne signifie pas, comme le montrent par erreur beaucoup de cartes historiques, qu'elles soient devenues des provinces turques et des pays musulmans. Seuls certains territoires moldaves et valaques sont devenus ottomans : en 1422 la Dobrogée au sud des bouches du Danube, en 1484 la Bessarabie alors dénommée Boudjak, au nord des bouches du Danube (ce nom ne désignait alors que les rives du Danube et de la mer Noire), en 1538 les rayas de Brăila alors dénommée Ibrahil et de Tighina alors dénommée Bender, et en 1713 la raya de Hotin. Le reste des principautés de Valachie et Moldavie (y compris la Moldavie entre Dniestr et Prut qui sera appelée Bessarabie en 1812, lors de l'annexion russe) ont conservé leurs propres lois, leur religion orthodoxe, leurs boyards, princes, ministres, armées et autonomie politique (au point de se dresser plus d'une fois contre le Sultan ottoman). Les erreurs cartographiques et historiques sont dues à l'ignorance ou à des simplifications réductrices. Voir Gilles Veinstein et Mihnea Berindei : L'Empire ottoman et les pays roumains, EHESS, Paris, 1987.
2. ↑  (de) Europäische Stammtafeln Vittorio Klostermann, Gmbh, Francfort-sur-le-Main, 2004  (ISBN 3465032926),  Basarab, Voievoden der Valachie Volume III, Tafel 194.